# Campeonato Europeu de Ciclocross
O Campeonato Europeu de Ciclocross (em inglês é a maior competição de ciclocross a nível europeu. É organizado desde 2003 e  pela União Europeia de Ciclismo (UEC) a cada ano.
Entre 2013 e 2012 só se realizavam as corridas de masculino sub-23 e elite feminino. Em 2013 incorporou-se a categoria feminino sub-23 e em 2015 a categoria de elite masculino.

## Edições
| Núm.  | Ano  | Sede                                | Data              |
| ----- | ---- | ----------------------------------- | ----------------- |
| I     | 2003 | Tábor · ( Chéquia)                  | 8 de novembro     |
| II    | 2004 | Vossem · ( Bélgica)                 | 7 de novembro     |
| III   | 2005 | Pontchâteau · ( França)             | 6 de novembro     |
| IV    | 2006 | Huijbergen · ( Países Baixos)       | 8 de novembro     |
| V     | 2007 | Hittnau (República Checa)           | 4 de novembro     |
| VI    | 2008 | Liévin · ( França)                  | 2 de novembro     |
| VII   | 2009 | Hoogstraten · ( Bélgica)            | 1 de novembro     |
| VIII  | 2010 | Frankfurt do Meno · ( Alemanha)     | 7 de novembro     |
| IX    | 2011 | Lucca · ( Itália)                   | 6 de novembro     |
| X     | 2012 | Ipswich · ( Reino Unido)            | 3 de novembro     |
| XI    | 2013 | Mladá Boleslav · ( Chéquia)         | 3 de novembro     |
| XII   | 2014 | Lorsch · ( Alemanha)                | 8 de novembro     |
| XIII  | 2015 | Huijbergen · ( Países Baixos)       | 7 de novembro     |
| XIV   | 2016 | Pontchâteau · ( França)             | 29 de outubro     |
| XV    | 2017 | Tábor · ( Chéquia)                  | 5 de novembro     |
| XVI   | 2018 | ’s-Hertogenbosch · ( Países Baixos) | 4 de novembro     |
| XVII  | 2019 | Silvelle · ( Itália)                | 10 de novembro    |
| XVIII | 2020 | ’s-Hertogenbosch · ( Países Baixos) | 8 de novembro     |
| XIX   | 2021 | Col du Vam · ( Países Baixos)       | 6 e 7 de novembro |
| XX    | 2022 | Namur · ( Bélgica)                  | 4 – 6 de novembro |
| XXI   | 2023 | Pontchâteau · ( França)             | 4 e 5 de novembro |
| XXII  | 2024 | Pontevedra · ( Espanha)             | 2 e 3 de novembro |

## Masculino

### Elite
| Núm.    | Ano       | Sede                                | Ouro                                 | Prata                                | Bronze                            |
| ------- | --------- | ----------------------------------- | ------------------------------------ | ------------------------------------ | --------------------------------- |
| I – XII | 2003–2014 | Não realizado                       | Não realizado                        | Não realizado                        | Não realizado                     |
| XIII    | 2015      | Huijbergen · ( Países Baixos)       | Lars van der Haar · Países Baixos    | Wout Van Aert · Bélgica              | Kevin Pauwels · Bélgica           |
| XIV     | 2016      | Pontchâteau · ( França)             | Toon Aerts · Bélgica                 | Mathieu van der Poel · Países Baixos | Wout Van Aert · Bélgica           |
| XV      | 2017      | Tábor · ( Chéquia)                  | Mathieu van der Poel · Países Baixos | Lars van der Haar · Países Baixos    | Toon Aerts · Bélgica              |
| XVI     | 2018      | ’s-Hertogenbosch · ( Países Baixos) | Mathieu van der Poel · Países Baixos | Wout Van Aert · Bélgica              | Laurens Sweeck · Bélgica          |
| XVII    | 2019      | Silvelle · ( Itália)                | Mathieu van der Poel · Países Baixos | Eli Iserbyt · Bélgica                | Laurens Sweeck · Bélgica          |
| XVIII   | 2020      | ’s-Hertogenbosch · ( Países Baixos) | Eli Iserbyt · Bélgica                | Michael Vanthourenhout · Bélgica     | Lars van der Haar · Países Baixos |
| XIX     | 2021      | Col du Vam · ( Países Baixos)       | Lars van der Haar · Países Baixos    | Quinten Hermans · Bélgica            | Michaël Vanthourenhout · Bélgica  |
| XX      | 2022      | Namur · ( Bélgica)                  | Michaël Vanthourenhout · Bélgica     | Lars van der Haar · Países Baixos    | Laurens Sweeck · Bélgica          |

### Sub-23
| Núm.  | Ano  | Sede                                | Ouro                              | Prata                                | Bronze                            |
| ----- | ---- | ----------------------------------- | --------------------------------- | ------------------------------------ | --------------------------------- |
| I     | 2003 | Tábor · ( Chéquia)                  | Martin Zlámalík · Chéquia         | Martin Bína · Chéquia                | Steve Chainel · França            |
| II    | 2004 | Vossem · ( Bélgica)                 | Lars Boom · Países Baixos         | Niels Albert · Bélgica               | Martin Bína · Chéquia             |
| III   | 2005 | Pontchâteau · ( França)             | Niels Albert · Bélgica            | Jan Soetens · Bélgica                | Zdeněk Štybar · Chéquia           |
| IV    | 2006 | Huijbergen · ( Países Baixos)       | Niels Albert · Bélgica            | Zdeněk Štybar · Chéquia              | Rob Peeters · Bélgica             |
| V     | 2007 | Hittnau (República Checa)           | Niels Albert · Bélgica            | Philipp Walsleben · Alemanha         | Lukáš Klouček · Chéquia           |
| VI    | 2008 | Liévin · ( França)                  | Philipp Walsleben · Alemanha      | Aurélien Duval · França              | Kenneth Van Compernolle · Bélgica |
| VII   | 2009 | Hoogstraten · ( Bélgica)            | Róbert Gavenda · Eslováquia       | Paweł Szczepaniak · Polónia          | Tom Meeusen · Bélgica             |
| VIII  | 2010 | Frankfurt do Meno · ( Alemanha)     | Lars van der Haar · Países Baixos | Elia Silvestri · Itália              | Joeri Adams · Bélgica             |
| IX    | 2011 | Lucca · ( Itália)                   | Lars van der Haar · Países Baixos | Mike Teunissen · Países Baixos       | Stan Godrie · Países Baixos       |
| X     | 2012 | Ipswich · ( Reino Unido)            | Mike Teunissen · Países Baixos    | Corné van Kessel · Países Baixos     | Julian Alaphilippe · França       |
| XI    | 2013 | Mladá Boleslav · ( Chéquia)         | Michael Vanthourenhout · Bélgica  | Mathieu van der Poel · Países Baixos | Gianni Vermeersch · Bélgica       |
| XII   | 2014 | Lorsch · ( Alemanha)                | Wout Van Aert · Bélgica           | Laurens Sweeck · Bélgica             | Jakub Skála · Chéquia             |
| XIII  | 2015 | Huijbergen · ( Países Baixos)       | Quinten Hermans · Bélgica         | Daan Hoeyberghs · Bélgica            | Eli Iserbyt · Bélgica             |
| XIV   | 2016 | Pontchâteau · ( França)             | Quinten Hermans · Bélgica         | Joris Nieuwenhuis · Países Baixos    | Sieben Wouters · Países Baixos    |
| XV    | 2017 | Tábor · ( Chéquia)                  | Eli Iserbyt · Bélgica             | Tom Pidcock · Reino Unido            | Sieben Wouters · Países Baixos    |
| XVI   | 2018 | ’s-Hertogenbosch · ( Países Baixos) | Tom Pidcock · Reino Unido         | Eli Iserbyt · Bélgica                | Antoine Benoist · França          |
| XVII  | 2019 | Silvelle · ( Itália)                | Mickaël Crispin · França          | Fraude Kielich · Bélgica             | Antoine Benoist · França          |
| XVIII | 2020 | ’s-Hertogenbosch · ( Países Baixos) | Ryan Kamp · Países Baixos         | Thomas Mein · Reino Unido            | Cameron Mason · Reino Unido       |
| XIX   | 2021 | Col du Vam · ( Países Baixos)       | Ryan Kamp · Países Baixos         | Niels Vandeputte · Bélgica           | Thibau Nys · Bélgica              |
| XX    | 2022 | Namur · ( Bélgica)                  | Emiel Verstrynge · Bélgica        | Thibau Nys · Bélgica                 | Witse Meeussen · Bélgica          |

## Feminino

### Elite
| Núm.  | Ano  | Sede                                | Ouro                                      | Prata                                     | Bronze                            |
| ----- | ---- | ----------------------------------- | ----------------------------------------- | ----------------------------------------- | --------------------------------- |
| I     | 2003 | Tábor · ( Chéquia)                  | Hanka Kupfernagel · Alemanha              | Marianne Vos · Países Baixos              | Maryline Salvetat · França        |
| II    | 2004 | Vossem · ( Bélgica)                 | Hanka Kupfernagel · Alemanha              | Maryline Salvetat · França                | Laurence Leboucher · França       |
| III   | 2005 | Pontchâteau · ( França)             | Marianne Vos · Países Baixos              | Daphny van den Brand · Países Baixos      | Hanka Kupfernagel · Alemanha      |
| IV    | 2006 | Huijbergen · ( Países Baixos)       | Daphny van den Brand · Países Baixos      | Hanka Kupfernagel · Alemanha              | Marianne Vos · Países Baixos      |
| V     | 2007 | Hittnau · ( Suíça )                 | Daphny van den Brand · Países Baixos      | Maryline Salvetat · França                | Christel Ferrier-Bruneau · França |
| VI    | 2008 | Liévin · ( França)                  | Hanka Kupfernagel · Alemanha              | Maryline Salvetat · França                | Kateřina Nash · Chéquia           |
| VII   | 2009 | Hoogstraten · ( Bélgica)            | Marianne Vos · Países Baixos              | Daphny van den Brand · Países Baixos      | Helen Wyman · Reino Unido         |
| VIII  | 2010 | Frankfurt do Meno · ( Alemanha)     | Daphny van den Brand · Países Baixos      | Sanne van Paassen · Países Baixos         | Helen Wyman · Reino Unido         |
| IX    | 2011 | Lucca · ( Itália)                   | Daphny van den Brand · Países Baixos      | Lucie Chainel · França                    | Pauline Ferrand-Prévot · França   |
| X     | 2012 | Ipswich · ( Reino Unido)            | Helen Wyman · Reino Unido                 | Sanne van Paassen · Países Baixos         | Nikki Harris · Reino Unido        |
| XI    | 2013 | Mladá Boleslav · ( Chéquia)         | Helen Wyman · Reino Unido                 | Nikki Harris · Reino Unido                | Lucie Chainel · França            |
| XII   | 2014 | Lorsch · ( Alemanha)                | Sanne Cant · Bélgica                      | Pavla Havliková · Chéquia                 | Nikki Harris · Reino Unido        |
| XIII  | 2015 | Huijbergen · ( Países Baixos)       | Sanne Cant · Bélgica                      | Jolien Verschueren · Bélgica              | Nikki Harris · Reino Unido        |
| XIV   | 2016 | Pontchâteau · ( França)             | Thalita de Jong · Países Baixos           | Lucinda Brand · Países Baixos             | Caroline Mani · França            |
| XV    | 2017 | Tábor · ( Chéquia)                  | Sanne Cant · Bélgica                      | Lucinda Brand · Países Baixos             | Alice Maria Arzuffi · Itália      |
| XVI   | 2018 | ’s-Hertogenbosch · ( Países Baixos) | Annemarie Worst · Países Baixos           | Marianne Vos · Países Baixos              | Denise Betsema · Países Baixos    |
| XVII  | 2019 | Silvelle · ( Itália)                | Yara Kastelijn · Países Baixos            | Eva Lechner · Itália                      | Annemarie Worst · Países Baixos   |
| XVIII | 2020 | ’s-Hertogenbosch · ( Países Baixos) | Ceylin do Carmen Alvarado · Países Baixos | Annemarie Worst · Países Baixos           | Lucinda Brand · Países Baixos     |
| XIX   | 2021 | Col du Vam · ( Países Baixos)       | Lucinda Brand · Países Baixos             | Kata Blanka Vas · Hungria                 | Yara Kastelijn · Países Baixos    |
| XX    | 2022 | Namur · ( Bélgica)                  | Fem van Empel · Países Baixos             | Ceylin do Carmen Alvarado · Países Baixos | Kata Blanka Vas · Hungria         |

### Sub-23
| Núm.  | Ano       | Sede                                | Ouro                                      | Prata                                | Bronze                             |
| ----- | --------- | ----------------------------------- | ----------------------------------------- | ------------------------------------ | ---------------------------------- |
| I – X | 2003–2012 | Não realizado                       | Não realizado                             | Não realizado                        | Não realizado                      |
| XI    | 2013      | Mladá Boleslav · ( Chéquia)         | Annefleur Kalvenhaar · Países Baixos      | Sabrina Stultiens · Países Baixos    | Alice Maria Arzuffi · Itália       |
| XII   | 2014      | Lorsch · ( Alemanha)                | Sabrina Stultiens · Países Baixos         | Martina Mikulášková · Chéquia        | Alice Maria Arzuffi · Itália       |
| XIII  | 2015      | Huijbergen · ( Países Baixos)       | Maud Kaptheijns · Países Baixos           | Alice Maria Arzuffi · Itália         | Jana Czeczinkarová · Chéquia       |
| XIV   | 2016      | Pontchâteau · ( França)             | Chiara Teocchi · Itália                   | Hélène Clauzel · França              | Jana Czeczinkarová · Chéquia       |
| XV    | 2017      | Tábor · ( Chéquia)                  | Chiara Teocchi · Itália                   | Laura Verdonschot · Bélgica          | Nikola Nosková · Chéquia           |
| XVI   | 2018      | ’s-Hertogenbosch · ( Países Baixos) | Ceylin do Carmen Alvarado · Países Baixos | Inge van der Heijden · Países Baixos | Fleur Nagengast · Países Baixos    |
| XVII  | 2019      | Silvelle · ( Itália)                | Ceylin do Carmen Alvarado · Países Baixos | Anna Kay · Reino Unido               | Marion Norbert Riberolle · França  |
| XVIII | 2020      | ’s-Hertogenbosch · ( Países Baixos) | Puck Pieterse · Países Baixos             | Kata Blanka Vais · Hungria           | Manon Bakker · Países Baixos       |
| XIX   | 2021      | Col du Vam · ( Países Baixos)       | Shirin van Anrooij · Países Baixos        | Puck Pieterse · Países Baixos        | Fem van Empel · Países Baixos      |
| XX    | 2022      | Namur · ( Bélgica)                  | Puck Pieterse · Países Baixos             | Line Burquier · França               | Shirin van Anrooij · Países Baixos |

## Medalheiro
Actualizado a Namur 2022.
| 1 | Países Baixos | 31 | 20 | 13 | 64  |
| 2 | Bélgica       | 15 | 15 | 15 | 45  |
| 3 | Alemanha      | 4  | 2  | 1  | 7   |
| 4 | Reino Unido   | 3  | 4  | 6  | 13  |
| 5 | Itália        | 2  | 3  | 3  | 8   |
| 6 | França        | 1  | 7  | 11 | 19  |
| 7 | Chéquia       | 1  | 4  | 8  | 13  |
| 8 | Eslováquia    | 1  | 0  | 0  | 1   |
| 9 | Hungria       | 0  | 2  | 1  | 3   |
| 9 | Polónia       | 0  | 1  | 0  | 1   |
|   | TOTAL         | 58 | 58 | 58 | 174 |